# Blasiistraße 24 (Quedlinburg)
Das Haus Blasiistraße 24 war ein um 1890 abgerissenes historisches Fachwerkhaus in Quedlinburg und wird als verlorengegangenes wichtiges Gebäude der heute zum UNESCO-Weltkulturerbe gehörenden Stadt betrachtet. Der 1913 errichtete Ersatzbau verwendet ebenfalls Fachwerkelemente, ist jedoch nicht denkmalgeschützt.

## Lage

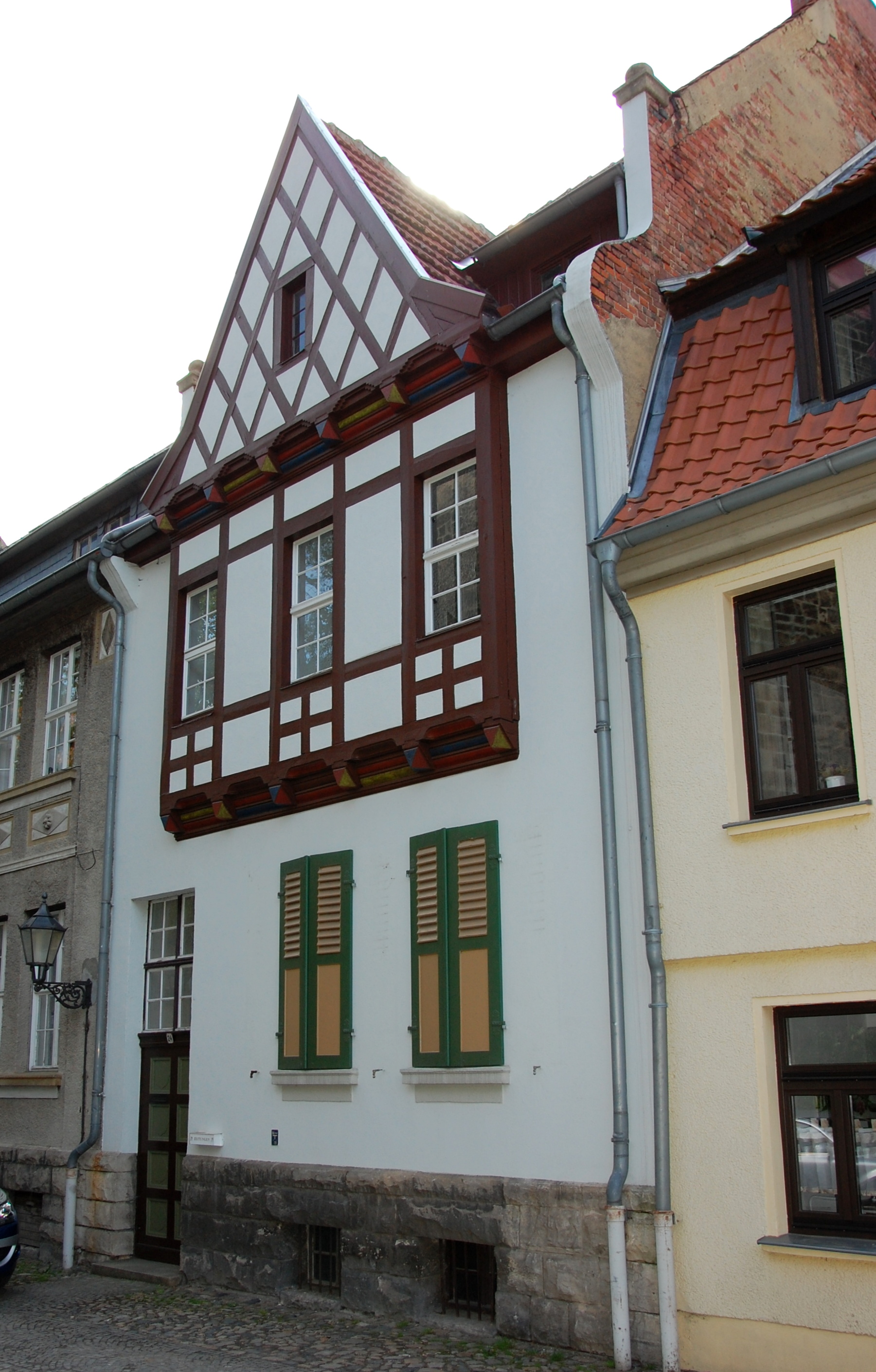
Haus Blasiistraße 24, Ersatzneubau, Aufnahme 2013

Es befand sich westlich der Sankt-Blasii-Kirche. Etwas weiter östlich liegt der Quedlinburger Marktplatzes. Südlich grenzt das denkmalgeschützte Pfarrhaus Blasiistraße 23 an.

## Architektur und Geschichte
Das dreigeschossige Fachwerkhaus war im Jahr 1669 durch den Zimmermeister Andreas Schröder neben dem Pfarrhaus der Sankt-Blasii-Kirche als Haus des Küsters entstanden. Das Fachwerk war in Form der Ständerreihung errichtet und acht Gebinde breit. Es bestand ein Brüstungsholz und Fußstreben. Die Gefache waren mit Stakungen versehen. Die Balkenköpfe des ersten Obergeschosses waren in Walzenform ausgeführt. Die Stockschwelle war mit einer Fase und der Inschrift A•S•/•ANNO 1669 sowie der Darstellung eines Beils versehen. Darüber hinaus bestanden Konsolen und Karnies am Füllholz.
In der Zeit um 1890 wurde das Gebäude abgerissen. Es entstand dann ein Ersatzbau, der als zierendes Element ebenfalls über Fachwerk in der Fassade verfügt. Das Erdgeschoss ist massiv gemauert, die Obergeschosse sind dagegen in Fachwerkbauweise errichtet. Im Hof befindet sich ein bauzeitlicher Schweinestall für die Selbstversorgung. Das Haus diente bis in die 1960er Jahre als Küsterhaus für die benachbarte Sankt-Blasii-Kirche.
Das Gebäude wurde 2015 durch das Architekturbüro qbatur saniert.